# El Castell dels Lladres
El Castell dels Lladres és una muntanya de 2.542 metres que es troba al municipi de Meranges, a la comarca de la Baixa Cerdanya.